# Adolfo Ruiz Cortínez, Campeche
Adolfo Ruiz Cortínez är en ort i Mexiko.   Den ligger i kommunen Campeche och delstaten Campeche, i den östra delen av landet, 900 km öster om huvudstaden Mexico City. Adolfo Ruiz Cortínez ligger 34 meter över havet och antalet invånare är 378.
Terrängen runt Adolfo Ruiz Cortínez är platt, och sluttar österut. Runt Adolfo Ruiz Cortínez är det glesbefolkat, med 11 invånare per kvadratkilometer. Närmaste större samhälle är Santo Domingo Kesté, 16,2 km väster om Adolfo Ruiz Cortínez. I omgivningarna runt Adolfo Ruiz Cortínez växer i huvudsak lövfällande lövskog.